# 一滴の向こう側
『一滴の向こう側』（いってきのむこうがわ）は、BSフジで2013年から2018年まで放送されていたドキュメンタリー番組。本田技研工業（HONDA）の一社提供である。

## 概要
テーマに関わる分野で活躍する人々の、それぞれの物語や熱い想いを、同時進行で見せるドキュメンタリー番組。

## 放送記録
| 回       | 初回放送日                    | サブタイトル                                             | 備考                           |
| -------- | ----------------------------- | -------------------------------------------------------- | ------------------------------ |
| 1        | 2013年5月11日 - 6月1日        | 心臓シミュレーターに夢をかけた男たち(全4回)              |                                |
| 2        | 2013年6月8日 - 29日           | 海と湖が悲鳴を…美しい自然を取り戻せ(全4回)               |                                |
| 3        | 2013年7月6日 - 8月3日         | 笑顔を再び…失われた身体を取り戻す(全5回)                 |                                |
| 4        | 2013年8月10日 - 31日          | あの瞬間(とき)を再び…大切な想い出を甦らせる(全4回)       |                                |
| 5        | 2013年9月7日 - 28日           | 2013年 復活にかけた夏(全4回)                             |                                |
| 6        | 2013年10月5日 - 26日          | あの”喜び”をもう一度…(全4回)                             |                                |
| 7        | 2013年11月2日 - 23日          | お年寄りに元気を - 僻地医療とセラピードッグ - (全4回)    |                                |
| 8        | 2013年11月30日 - 12月21日     | あきらめさせない - 服の外科医と介護旅行 - (全4回)        |                                |
| 特別編 1 | 2013年12月28日                | 想い出の時間を甦らせる(全1回)                            |                                |
| 特別編 2 | 2014年1月4日                  | 失われた身体を取り戻す(全1回)                            |                                |
| 9        | 2014年1月11日 - 25日          | おじいちゃん・おばあちゃんの小さなテレビ局(全3回)        |                                |
| 10       | 2014年2月1日 - 22日           | あれから3年 東北に春が来た！(全4回)                      |                                |
| 11       | 2014年3月1日 - 22日           | もとの姿をとり戻す - “本”“絵画”二人のドクター(全4回)     |                                |
| 12       | 2014年3月29日 - 4月19日       | 春 学び舎に笑顔の花を…(全4回)                            |                                |
| 13       | 2014年4月26日 - 5月17日       | 自分たちの手で… - カナダに漂着した震災ガレキを - (全4回) |                                |
| 14       | 2014年5月24日 - 6月7日        | 心をひとつに 伝統の応援合戦(全3回)                       |                                |
| 15       | 2014年6月14日 - 7月5日        | ニッポンの未来を 師匠と弟子の姿(全4回)                   |                                |
| 16       | 2014年7月12日 - 8月2日        | 幸せの舞台 その瞬間を創り出す(全4回)                     |                                |
| 17       | 2014年8月9日 - 23日           | 伝統のイカダ下り… 最後の夏(全3回)                        |                                |
| 18       | 2014年8月30日 - 9月20日       | 驚きを喜びに(全4回)                                      |                                |
| 19       | 2014年9月27日 - 10月18日      | へき地に希望と笑顔を(全4回)                              |                                |
| 20       | 2014年10月25日 - 11月8日      | 男子校生が女性を演じる - カヅラカタ歌劇団(全3回)         |                                |
| 21       | 2014年11月15日 - 12月6日      | 空と大地に夢を乗せて(全4回)                              |                                |
| 22       | 2014年12月13日 - 2015年1月3日 | 日本の未来を支える若き職人 - 技能五輪 - (全4回)          |                                |
| 23       | 2015年1月10日 - 31日          | 笑顔を咲かせたい(全4回)                                  |                                |
| 24       | 2015年2月7日 - 28日           | 雪まつり史上初… 大雪像の上で挑むオペラ(全4回)            |                                |
| 25       | 2015年3月7日 - 21日           | 水の事故から命を救え 大阪救難レスキュー隊(全3回)         |                                |
| 26       | 2015年3月28日 - 4月18日       | 仲間と力を合わせ最高の舞台を(全4回)                      |                                |
| 27       | 2015年4月25日 - 5月9日        | 水球・世界を目指せ(全3回)                                |                                |
| 28       | 2015年5月16日 - 6月6日        | ニッポンの心を伝えたい(全4回)                            |                                |
| 29       | 2015年6月13日 - 7月4日        | 子どもたちにとびきりの笑顔を(全4回)                      |                                |
| 30       | 2015年7月11日 - 8月1日        | 地元の人を元気にし、絆をつくりたい(全4回)                |                                |
| 31       | 2015年8月8日 - 15日           | 花火で感動を！ オヤジたちの夏(全2回)                     |                                |
| 32       | 2015年8月22日 - 29日          | お腹も心も満腹食堂(全2回)                                |                                |
| 33       | 2015年9月5日 - 12日           | 深夜・動物の命を救う獣医師(全2回)                        |                                |
| 34       | 2015年9月19日 - 10月3日       | 「ラ・マンチャの男」その舞台裏(全3回)                    |                                |
| 35       | 2015年10月10日 - 17日         | 子どもたちのサバイバルキャンプ(全2回)                    |                                |
| 36       | 2015年10月24日 - 11月7日      | あきらめきれないオヤジたち マスターズ甲子園(全3回)       |                                |
| 37       | 2015年11月14日 - 21日         | ものづくりで人を笑顔に(全2回)                            |                                |
| 38       | 2015年11月28日 - 12月5日      | 手作りの箸で人を笑顔に…(全2回)                           |                                |
| 39       | 2015年12月12日 - 19日         | 体操ニッポン 世界を目指す卵たち(全2回)                   |                                |
| 特別編3  | 2015年12月26日                | 服は着る薬(全1回)                                        |                                |
| 特別編4  | 2016年1月2日                  | サプライズで人を幸せに(全1回)                            |                                |
| 40       | 2016年1月9日 - 16日           | 病気と闘うバルーンアーティスト(全2回)                    |                                |
| 41       | 2016年1月23日 - 30日          | 妻が託した、一枚のレシピ(全2回)                          |                                |
| 42       | 2016年2月6日 - 13日           | “科学って楽しい”を子供たちに(全2回)                      |                                |
| 43       | 2016年2月20日 - 27日          | 大阪名物 八老劇団(全2回)                                 |                                |
| 44       | 2016年3月5日 - 12日           | 世界が絶賛する芝職人の技(全2回)                          |                                |
| 45       | 2016年3月19日 - 26日          | 二人だけの思い出をマンガに(全2回)                        | ここまで堀井真吾がナレーター。 |
| 46       | 2016年4月2日 - 9日            | りんごの木の子どもたち(全2回)                            | ここから竹内結子がナレーター。 |
| 47       | 2016年4月16日 - 23日          | 歩けなくなった動物をもう一度(全2回)                      |                                |
| 48       | 2016年4月30日 - 5月14日       | いのちの料理人(全3回)                                    |                                |
| 49       | 2016年5月21日 - 28日          | プロ野球を陰から支える(全2回)                            |                                |
| 50       | 2016年6月4日 - 18日           | 指揮者・塩田明弘の音(全3回)                              |                                |
| 51       | 2016年6月25日 - 7月2日        | 小さな駅の黄色いハンカチ(全2回)                          |                                |
| 52       | 2016年7月9日 - 16日           | どんな患者も決して断らない救急医(全2回)                  |                                |
| 53       | 2016年7月23日 - 30日          | どんなシミでも落としてみせる(全2回)                      |                                |
| 54       | 2016年8月6日 - 13日           | 野馬追に願いを託す(全2回)                                |                                |
| 55       | 2016年8月20日 - 27日          | シャーラ船 - 中学生たちの夏 - (全2回)                    |                                |
| 56       | 2016年9月3日 - 10日           | 人生を変える魔法のイス(全2回)                            |                                |
| 57       | 2016年9月17日 - 24日          | ただ、旨い魚を食わせたい(全2回)                          |                                |
| 58       | 2016年10月1日 - 8日           | 家族じゃないけど、家族です(全2回)                        |                                |
| 59       | 2016年10月15日 - 22日         | 理想の音を、探し歩く(全2回)                              |                                |
| 60       | 2016年10月29日 - 11月5日      | 熊本は俺が守ったる(全2回)                                |                                |
| 61       | 2016年11月12日 - 19日         | 吹奏楽のカリスマ先生(全2回)                              |                                |
| 62       | 2016年11月26日 - 12月3日      | 子供たちを熱狂させる街かど先生(全2回)                    |                                |
| 63       | 2016年12月20日 - 17日         | 忘れられない味(全2回)                                    |                                |
| 64       | 2016年12月24日                | 魔法の車いすが起こした奇跡(全1回)                        |                                |
| 65       | 2017年1月7日 - 14日           | まちかんてぃ オジィとオバァの夜間中学(全2回)             |                                |
| 66       | 2017年1月21日 - 28日          | 人情おばちゃんの不動産屋(全2回)                          |                                |
| 67       | 2017年2月4日 - 11日           | 落ちても、また登る(全2回)                                |                                |
| 68       | 2017年2月18日 - 25日          | 魚バカ〜その味にこだわり続ける男〜(全2回)                |                                |
| 69       | 2017年3月4日 - 11日           | 世なおしは、食なおし(全2回)                              |                                |
| 70       | 2017年3月18日 - 25日          | 小さな命を、みすてない(全2回)                            |                                |
| 71       | 2017年4月1日 - 8日            | 南阿蘇村のおやっさん(全2回)                              |                                |
| 72       | 2017年4月15日 - 29日          | 直径20mmにかける職人魂(全3回)                            |                                |
| 73       | 2017年5月6日 - 13日           | 北の大地のグルメハンター！(全2回)                        |                                |
| 74       | 2017年5月20日 - 27日          | 芸術は爆発だ！！(全2回)                                  |                                |
| 75       | 2017年6月3日 - 10日           | 100点は満点やない(全2回)                                 |                                |
| 76       | 2017年6月17日 - 24日          | ちかけんの竹あかり(全2回)                                |                                |
| 77       | 2017年7月1日 - 8日            | 土のお医者さん(全2回)                                    |                                |
| 78       | 2017年7月15日 - 22日          | 警察犬 文太(全2回)                                       |                                |
| 79       | 2017年7月29日 - 8月5日        | 氷彫刻 真夏の約束(全2回)                                 |                                |
| 80       | 2017年8月12日 - 19日          | 歩くことをあきらめさせない(全2回)                        |                                |
| 81       | 2017年8月26日 - 9月2日        | 笑顔の遺影写真(全2回)                                    |                                |
| 82       | 2017年9月9日 - 16日           | 陶芸界の革命児(全2回)                                    |                                |
| 83       | 2017年9月23日 - 30日          | 命をかけて 命を守る(全2回)                               |                                |
| 84       | 2017年10月7日 - 14日          | 小さな町の小さなテレビ局(全2回)                          |                                |
| 85       | 2017年10月21日 - 28日         | 若き現代の名工(全2回)                                    |                                |
| 86       | 2017年11月4日 - 11日          | 八ヶ岳の仙人 - 旬の食材を求めて - (全2回)                |                                |
| 87       | 2017年11月18日 - 25日         | 僕は文字が読めないアーティスト(全2回)                    |                                |
| 88       | 2017年12月2日 - 9日           | サツマイモが日本を救う…(全2回)                           |                                |
| 89       | 2017年12月16日 - 23日         | しゃべれるように(全2回)                                  |                                |
| 90       | 2017年12月30日                | 笑顔の遺影写真 その後(全1回)                             | 第81回の続編                   |
| 91       | 2018年1月6日                  | 歩くことをあきらめさせない その後(全1回)                 | 第80回の続編                   |
| 92       | 2018年1月13日 - 20日          | 人情 わたらせ渓谷鐵道(全2回)                             |                                |
| 93       | 2018年1月27日 - 2月3日        | 日本の匠 左官(全2回)                                     |                                |
| 94       | 2018年2月10日 - 17日          | なにわのマミー(全2回)                                    |                                |
| 95       | 2018年2月24日 - 3月3日        | 本物を売る変わり者(全2回)                                |                                |
| 96       | 2018年3月10日 - 17日          | 食べることは生きること(全2回)                            |                                |
| 97       | 2018年3月24日 - 31日          | 魚の仕立て人 究極の技(全2回)                             |                                |
| 98       | 2018年4月7日 - 21日           | 直径20mmにかける職人魂 2018(全3回)                       | 第72回の続編                   |
| 99       | 2018年4月28日 - 5月5日        | 芝居が大好き(全2回)                                      |                                |
| 100      | 2018年5月12日 - 19日          | 笑う門には福来たる(全2回)                                |                                |
| 101      | 2018年5月26日 - 6月2日        | 微生物ハンター 空を飛ぶ(全2回)                           |                                |
| 102      | 2018年6月9日 - 6月16日        | 命を守る開発者(全2回)                                    |                                |
| 103      | 2018年6月23日 - 6月30日       | 常識を超える 勇気ある挑戦(全2回)                         |                                |
| 104      | 2018年7月7日 - 7月14日        | 私が主役よ 晴れ舞台(全2回)                               |                                |
| 105      | 2018年7月21日 - 7月28日       | 一流シェフが集まる畑(全2回)                              |                                |
| 106      | 2018年8月4日                  | 常識を超える 勇気ある挑戦(全1回)                         |                                |
| 107      | 2018年8月11日 - 8月18日       | 天皇陛下の料理番(全2回)                                  |                                |
| 108      | 2018年8月25日 - 9月1日        | 塩職人(全2回)                                            |                                |
| 109      | 2018年9月28日 - 9月15日       | 水晶の音(全2回)                                          |                                |
| 110      | 2018年9月22日 - 9月29日       | 世界一の夢花火(全2回)                                    | 最終回                         |

## 出演者
- ナビゲーター - 中田有紀（フリーアナウンサー）
- ナレーター - 竹内結子（2016年4月2日 - ）

過去の出演者
- ナレーター - 堀井真吾（番組開始 - 2016年3月26日）

## テーマ曲
- 有木竜郎「The Stream of Life」
- 音楽プロデュース - S.E.N.S. Company

## スタッフ
- 総合演出 - 池田睦也
- チーフプロデューサー - 宗像孝（BSフジ）
- プロデューサー - 緒方夏子
- チーフディレクター - 高野信行
- ディレクター - 小牧敏哉、齋藤直史、矢部裕也、金美利
- アシスタントプロデューサー - 関根知美
- 監修 - 原島雅之
- 制作協力 - スタッフラビ